# Not so commercial
Not So Commercial es el séptimo álbum de estudio grabado por la banda venezolana Los Amigos Invisibles. Publicado el 15 de marzo de 2011, fue nominada en la categoría Mejor Álbum Latino en los Premios Grammy 2012.

## Lista de canciones
1. G-String
2. Youlikedat
3. Corduroy
4. Easy Going
5. Dubi Dubi Dubi
6. La Lluvia Sabe Que No Andas Sola
7. Sweet
8. Criticar

- Datos: Q7062193